# Estadio Rhein Energie
El Estadio Rhein Energie (en alemán RheinEnergieStadion) es un estadio de fútbol ubicado en la ciudad de Colonia, estado de Renania del Norte-Westfalia, Alemania. Cuenta con una capacidad de 50 374 espectadores y es el estadio del club de fútbol 1. FC Colonia de la Bundesliga Alemana.

## Historia
El Estadio Müngersdorfer fue inaugurado el 16 de septiembre de 1923, mantuvo ese nombre hasta el año 2002 cuando fue completamente reconstruido para albergar al Campeonato Mundial de Fútbol del 2006, con un costo de más de 110 millones de euros, La reconstrucción de este estadio implicó eliminar la pista atlética del viejo Müngersdorfer, por lo que ahora las hileras superiores de las gradas tienen una inclinación de 34° y sólo ocho metros de distancia entre el público y el campo. Cuatro mástiles de 72 metros de altura sostienen el techo.
Ha sido sede de la Copa Confederaciones 2005 y durante el desarrollo de la Copa Mundial de la FIFA 2006 pasó a llamarse Estadio de la CM de la FIFA de Colonia (en idioma alemán: FIFA WM-Stadion Köln), ya que la FIFA no permite ningún tipo de publicidad en el nombre de los estadios.
En el año 2020, tras la pandemia de COVID-19 en Europa, la final de la Liga de Europa de 2020 se trasladó del Arena Gdansk en Gdansk, Polonia, al RheinEnergieStadion para ser disputado en el conocido juego de fantasmas donde el Sevilla FC de España se consagró campeón.

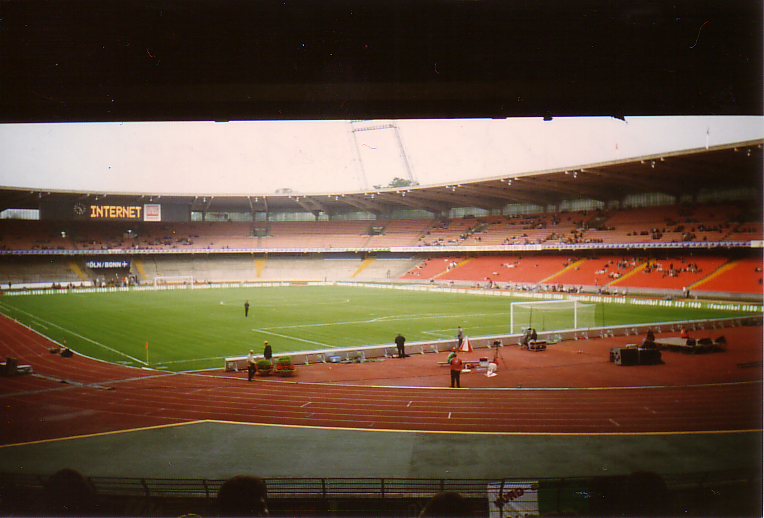
Müngersdorfer Stadion antes de su reconstrucción.
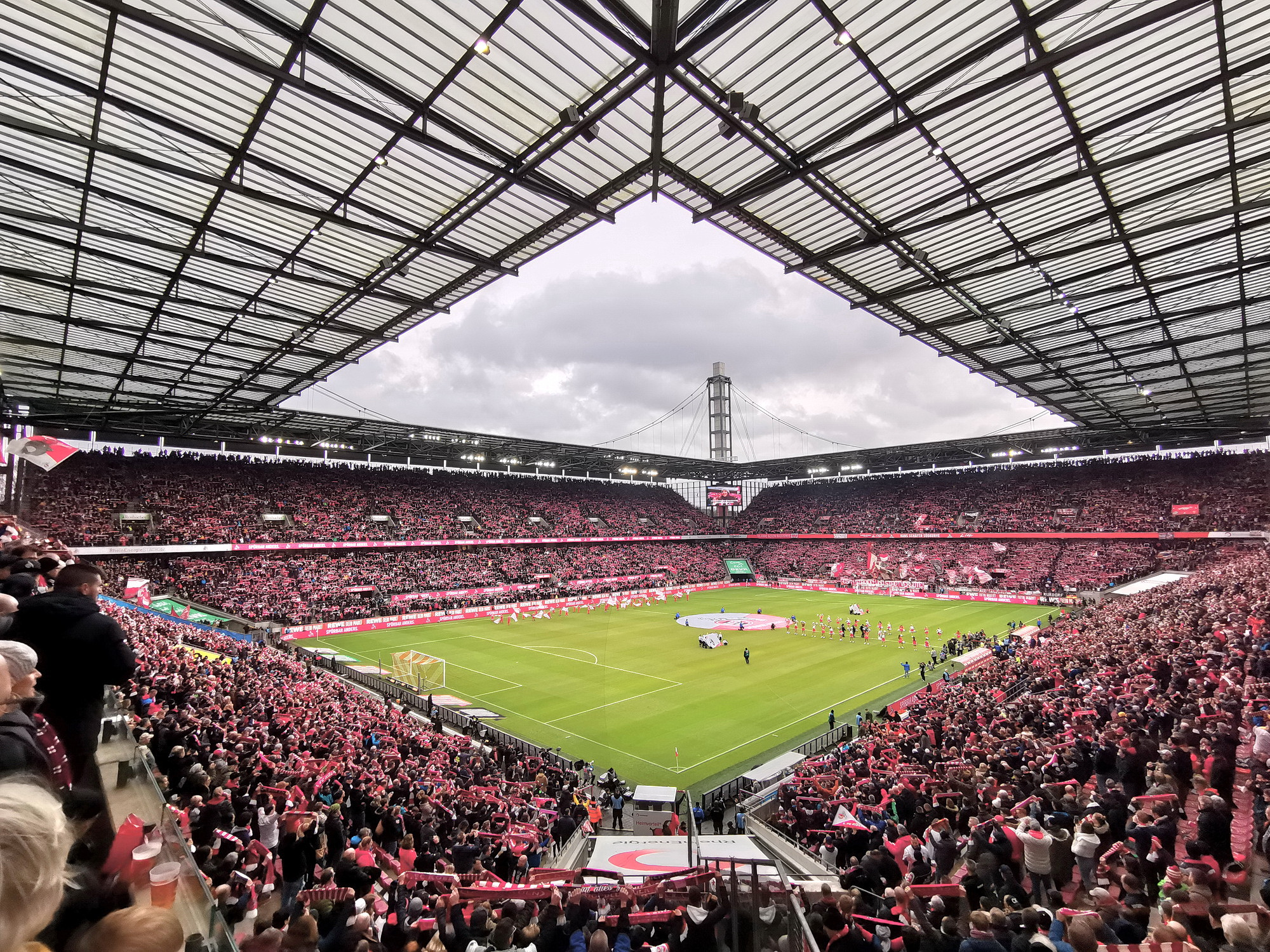
Interior del estadio

## Eventos

### Eurocopa 1988
El estadio albergó dos partidos de la Eurocopa 1988.
| Fecha               | Selección #1 | Resultado | Selección #2    | Ronda                 | Espectadores |
| ------------------- | ------------ | --------- | --------------- | --------------------- | ------------ |
| 12 de junio de 1988 | Países Bajos | 0–1       | Unión Soviética | Primera fase, Grupo B | 60.000       |
| 17 de junio de 1988 | Italia       | 2–0       | Dinamarca       | Primera fase, Grupo A | 53.951       |

### Copa Confederaciones 2005
El estadio albergó tres partidos de la Copa Confederaciones 2005.
| Fecha               | Selección #1 | Resultado | Selección #2 | Ronda                 | Espectadores |
| ------------------- | ------------ | --------- | ------------ | --------------------- | ------------ |
| 15 de junio de 2005 | Argentina    | 2–1       | Túnez        | Primera fase, Grupo A | 28.033       |
| 18 de junio de 2005 | Túnez        | 0–3       | Alemania     | Primera fase, Grupo A | 44.377       |
| 22 de junio de 2005 | Japón        | 2–2       | Brasil       | Primera fase, Grupo B | 44.922       |

### Copa Mundial de Fútbol de 2006
El estadio albergó cinco partidos de la Copa Mundial de Fútbol de 2006.
| Fecha               | Selección #1    | Resultado      | Selección #2 | Ronda                 | Espectadores |
| ------------------- | --------------- | -------------- | ------------ | --------------------- | ------------ |
| 11 de junio de 2006 | Angola          | 0–1            | Portugal     | Primera fase, Grupo D | 45.000       |
| 17 de junio de 2006 | República Checa | 0–2            | Ghana        | Primera fase, Grupo E | 45.000       |
| 20 de junio de 2006 | Suecia          | 2–2            | Inglaterra   | Primera fase, Grupo B | 45.000       |
| 23 de junio de 2006 | Togo            | 0–2            | Francia      | Primera fase, Grupo G | 45.000       |
| 26 de junio de 2006 | Suiza           | 0–0 (0–3 pen.) | Ucrania      | Octavos de final      | 45.000       |

### Eurocopa 2024
El estadio albergó cinco partidos de la Eurocopa 2024, cuatro de fase de grupos y un partido de octavos de final.
| Fecha               | Selección #1 | Resultado | Selección #2 | Ronda                 | Espectadores |
| ------------------- | ------------ | --------- | ------------ | --------------------- | ------------ |
| 15 de junio de 2024 | Hungría      | 1–3       | Suiza        | Primera fase, Grupo A | 41.676       |
| 19 de junio de 2024 | Escocia      | 1–1       | Suiza        | Primera fase, Grupo A | 42.711       |
| 22 de junio de 2024 | Bélgica      | 2–0       | Rumania      | Primera fase, Grupo E | 42.535       |
| 25 de junio de 2024 | Inglaterra   | 0–0       | Eslovenia    | Primera fase, Grupo C | 41.536       |
| 30 de junio de 2024 | España       | 4–1       | Georgia      | Octavos de final      | 42.233       |

### Otros
El 18 de junio de 1989, la banda británica de rock, Pink Floyd dio un concierto en el RheinEnergy Stadion, como parte de la gira A Momentary Lapse of Reason, con el setlist estándar incluyendo una gran interpretación de Terminal Frost. Años después, el 2 de agosto de 1994, volvieron al RheinEnergy Stadion donde ofrecieron un concierto, como parte de la gira Division Bell, interpretando entre otras canciones, A Great Day For Freedom. Marcó el inicio de una serie de conciertos en el país germano, en ciudades como Múnich, Hockenheim, Hannover y la capital Berlín.

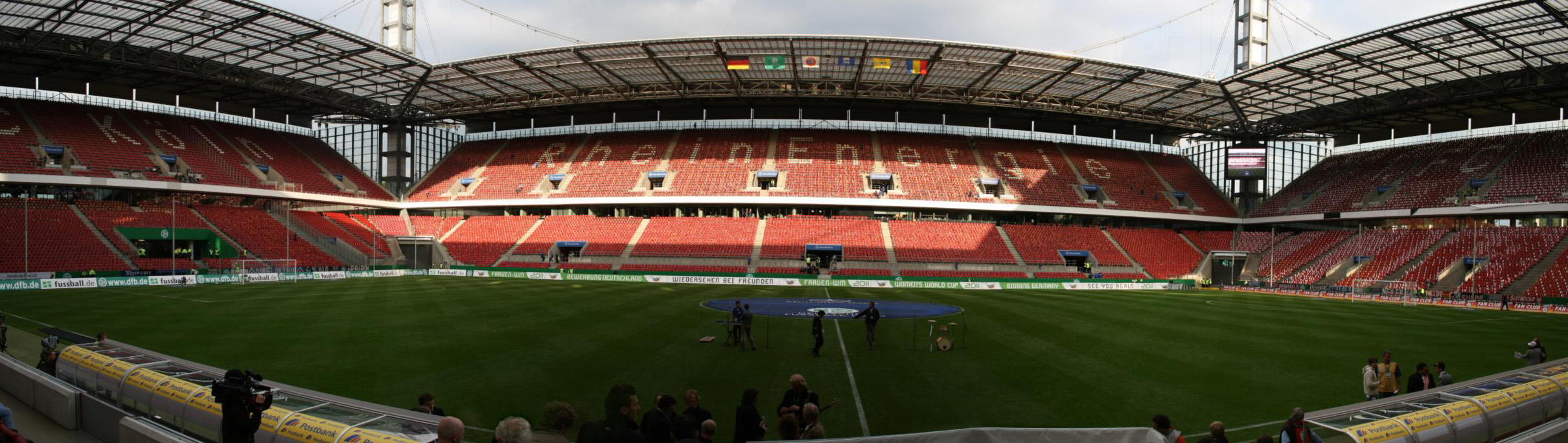
Panorámica del estadio.